# Dorstenia barnimiana
Dorstenia barnimiana är en mullbärsväxtart som beskrevs av Georg August Schweinfurth. Dorstenia barnimiana ingår i släktet Dorstenia och familjen mullbärsväxter. Inga underarter finns listade i Catalogue of Life.

## Bildgalleri

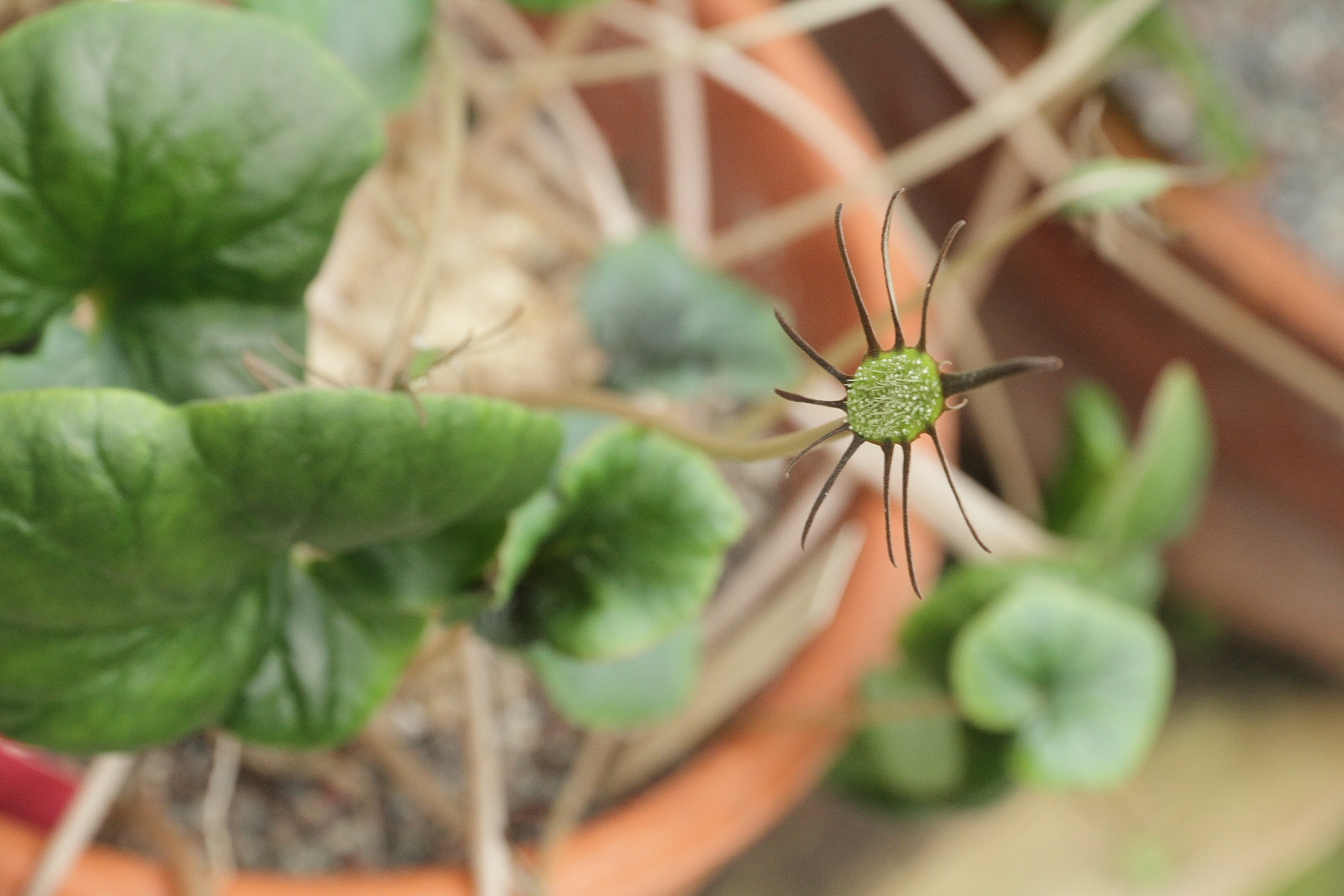
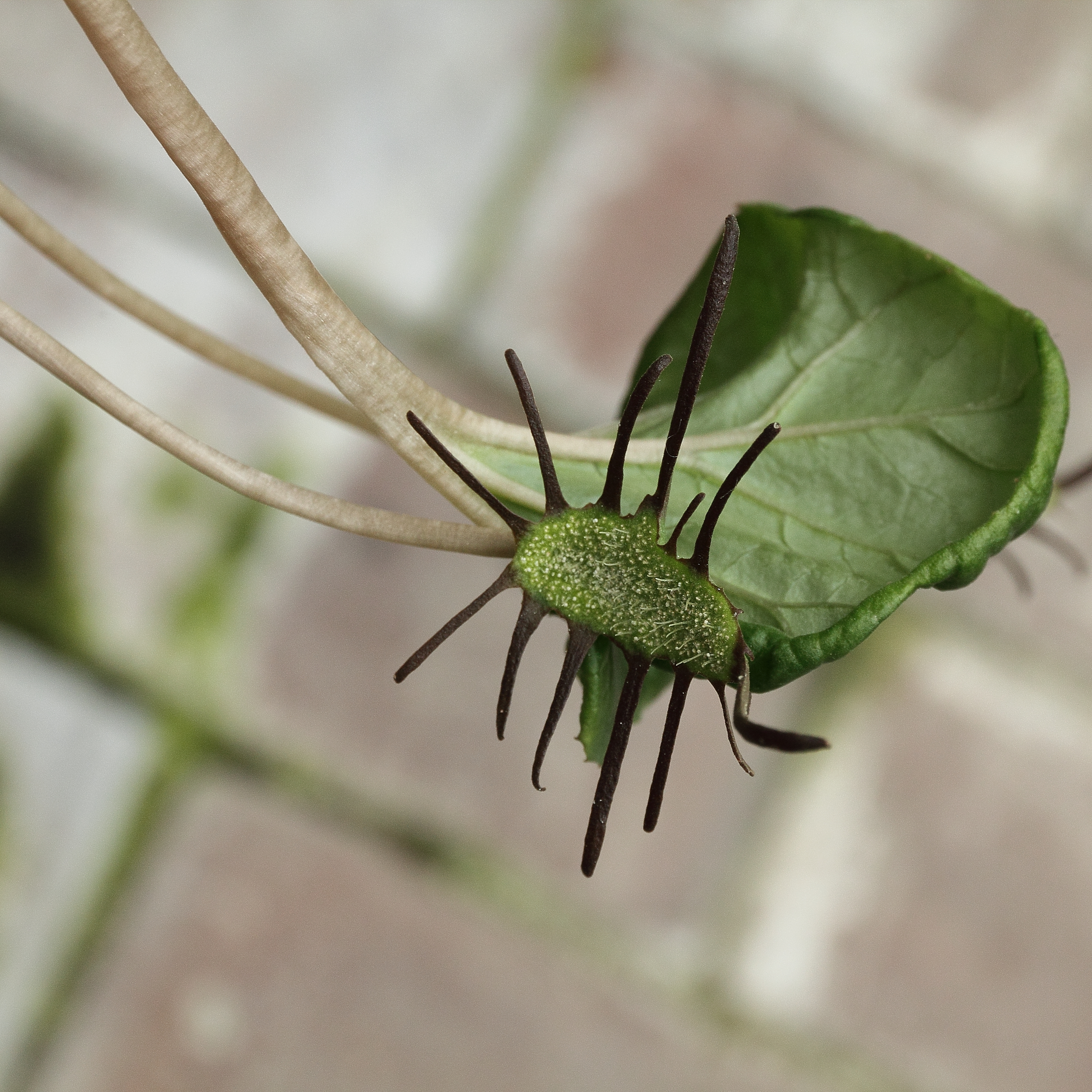